# Guanciale

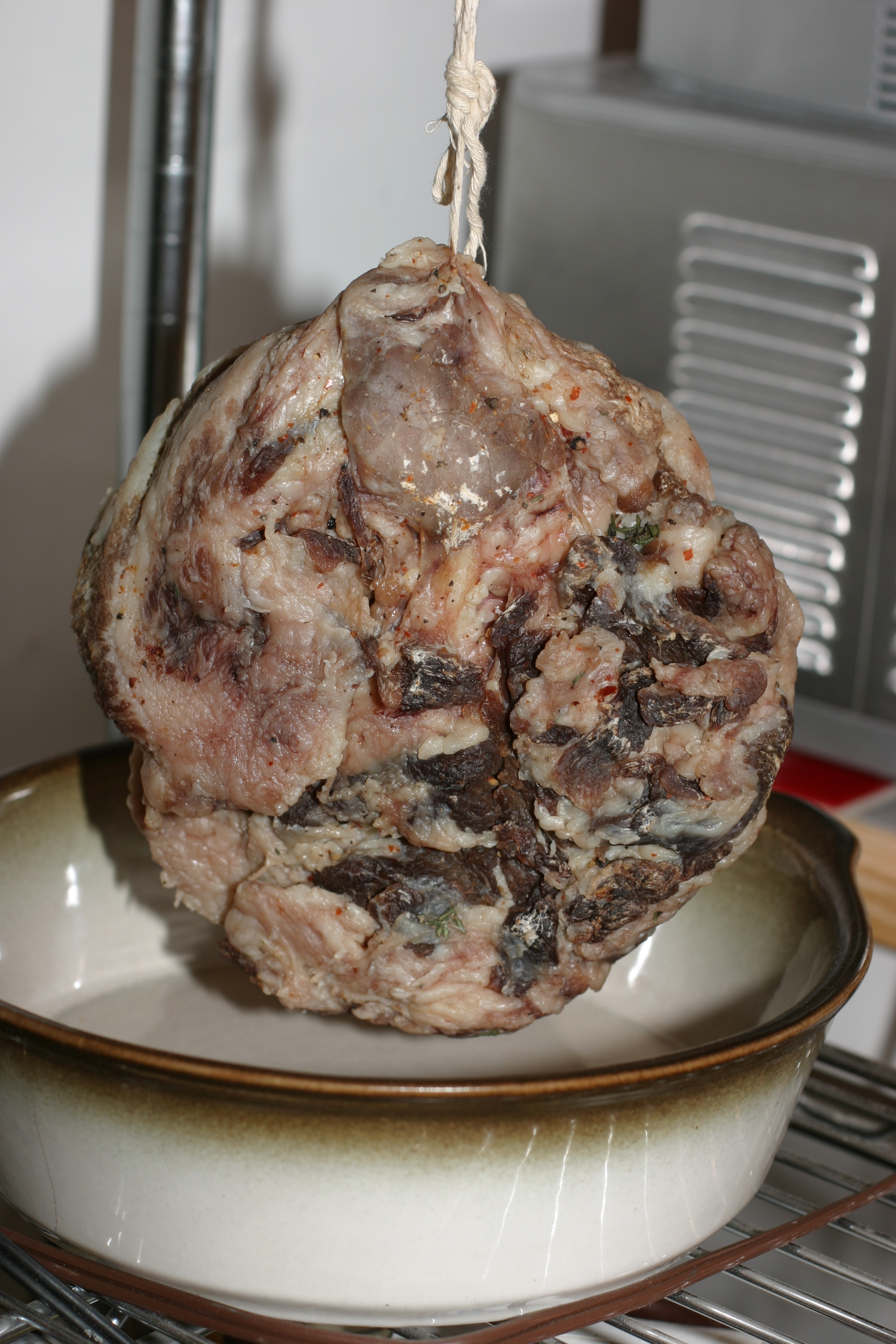
Peça de guanciale em cura.

Guanciale é um tipo de bacon não defumado italiano, preparado com as bochechas do porco, de onde deriva seu nome (guancia, em italiano, é "bochecha").  A carne da bochecha é esfregada com sal, pimenta-do-reino, e curada por três semanas. Seu sabor é mais forte que o de outros produtos feitos da carne de porco, como a pancetta, porém sua textura é mais delicada.
O guanciale é usado tradicionalmente em pratos da culinária italiana como o molho all'amatriciana e o preparo à carbonara, servidos com massas. É uma iguaria da Itália central, especialmente da Úmbria e do Lácio. Devido à sua raridade, a pancetta costuma ser utilizada como sua substituta, com uma resultante diferença no gosto do prato.